# Colégio de Aplicação da Universidade Federal de Pernambuco
O Colégio de Aplicação (CAp) da Universidade Federal de Pernambuco é uma instituição de ensino fundamental e médio pública federal localizada no município brasileiro do Recife.

## História
Na Faculdade de Educação da Universidade do Recife, atual Centro de Educação (CE) da UFPE, foi pensada pelos responsáveis das disciplinas de Didática Geral e Didáticas Especiais a criação do Ginásio de Aplicação. Sua função era a aplicação dos métodos de ensino da Faculdade.
No seu primeiro ano de existência, 1958, a escola tinha uma turma única de 27 alunos no 1º ano ginasial (atual 6º ano do ensino fundamental), todos eles do sexo masculino. Seu corpo docente era formado por professores da Faculdade de Educação e convidados.
Ao longo dos anos subsequentes, o então Ginásio de Aplicação foi ampliado, com alunos que ingressavam por meio de processos seletivos. Para a turma ingressante em 1969, foi adicionada uma cota feminina ao concurso para a escola e se formou uma turma mista. Essa turma foi a primeira que teve o ensino científico (atual ensino médio) na escola. Com a adição do colegial, a instituição foi renomeada como Colégio de Aplicação.
Inicialmente, o CAp situava-se no centro da cidade do Recife, no bairro da Boa Vista, mas na conclusão da construção do prédio da Faculdade de Educação da UFPE, no início da década de 1970, o colégio foi transferido para a Cidade Universitária, onde está localizado até os dias de hoje.
Após a transferência, as aulas de Educação Física eram ministradas no Núcleo de Educação Física da UFPE, e não havendo refeitório ou cantina, os alunos se alimentavam no Centro de Artes e Comunicação (CAC) ou no Centro de Filosofia e Ciências Humanas (CFCH).
Nesse momento, a Secretaria de Educação extinguiu o 1º grau (atual Ensino Fundamental) do CAp, transferindo os alunos para o Colégio Contato. Ao longo dos anos, o 1º grau foi restaurado, mas filhos de funcionários da universidade passaram, por um tempo, a ter prioridade no ingresso na escola.
Em 1989, o horário de aulas do colégio foi ampliado, e os alunos passaram a ter aulas em algumas tardes. Também surgiu, para os professores do colégio, a necessidade de uma quadra poliesportiva, que foi proposta em 1990 e inaugurada em 1994.

### Mudanças recentes na forma de ingresso do colégio (2016–2023)
Na seleção para o 6º ano de 2017, o CAp anunciou que pela primeira vez estaria usando um sistema de cotas sociais em seu concurso, com uma reserva de 50% das vagas para alunos de escolas públicas. Segundo a então diretora, Lavínia Ximenes, a escola já discutia uma mudança na forma de ingresso da escola desde 2008, tendo considerado até o ingresso por sorteio, mas essa ideia foi suspensa até que o CAp tivesse alunos dos anos iniciais do ensino fundamental.
A seleção do CAp permaneceu dessa maneira por quatro anos, até que em 2020, com as consequências da pandemia de COVID-19, a realização das provas já era incerta. Em julho de 2020, o diretor do CAp falava em se esforçar "para que a seleção ocorra ainda em 2020, provavelmente em dezembro". Em outubro, a escola anunciou que faria as provas, mas sem a redação. Mas a decisão final foi outra: o pleno do colégio, em março de 2021, decidiu fazer, pela primeira vez, um sorteio público como forma de ingresso. A medida foi polêmica, deixando muitos pais de alunos que pretendiam candidatar-se às vagas frustrados, tendo um grupo desses pais se reunido para entrar uma ação na Justiça que suspenderia o sorteio.
O sorteio foi temporariamente mantido como meio de ingresso na escola, devido à pandemia, na seleção para os sextos anos de 2022 e 2023. Na seleção de 2022, foi utilizado pela primeira vez um sistema de cotas para pessoas com deficiência.
Em 2023, pouco antes da seleção para o 6º ano de 2024, foi definido que o sorteio seria adotado definitivamente no CAp. Seu diretor destacou o sorteio como uma medida de democratização do acesso ao colégio.

## Estrutura física
O colégio ocupa uma área estimada de 8.400,75 m² no campus Recife da UFPE, com 4.712,46 m² de área construída. De acordo com dados de 2020, o complexo conta com 14 salas de aula genéricas, salas de Artes, Música, Espanhol, Inglês, Francês, Dança e Ginástica e laboratórios de Física e Tecnologias, Matemática e Desenho, Química e Biologia, tendo um recreio coberto com palco e salão e uma quadra coberta.

## Estrutura organizacional
O colégio é regido sob seu Regimento Interno, aprovado em 2019, que divide sua estrutura organizacional em órgãos de cinco tipos: os órgãos colegiados, os executivos, as áreas acadêmicas, os serviços de apoio e um órgão complementar, a Biblioteca do Colégio.
Os órgãos colegiados são três, o Conselho Gestor, a instância máxima do Colégio de Aplicação, e as Câmaras Setoriais, uma de Ensino e outra de Pesquisa e Extensão.
Os órgãos executivos são a Diretoria, que é composta pelo Diretor e pelo Vice-diretor; as Coordenações de Ensino, uma para o ensino fundamental e outra para o ensino médio; o Núcleo de Pesquisa, Extensão e Cultura e o Núcleo de Estágio e Formação Docente. Desde 2024, a Diretoria do colégio é ocupada pelas professoras Fabiana Souto Lima Vidal e Fernanda Cristina Puça França, respectivamente diretora e vice-diretora. Já as coordenações são ocupadas pelas professoras Niedja Ferreira dos Santos Torres e Paula Roberta Paschoal Boulitreau, respectivamente coordenadoras do ensino fundamental e ensino médio.
As áreas acadêmicas são a Área de Artes, Letras e Educação Física, a Área de Ciências Exatas e da Natureza e a Área de Filosofia e Humanidades.
Os serviços de apoio são a Unidade de Apoio Administrativo, da qual fazem parte a Secretaria, a Escolaridade, o Serviço de Infraestrutura, Patrimônio e Multimeios, o Serviço de Controle Financeiro e Compras e o Serviço de Tecnologia da Informação e Comunicação, e a Unidade de Apoio ao Discente, da qual fazem parte Serviço de Acolhimento e Acompanhamento do Discente, o Serviço de Inclusão, Acessibilidade e Permanência e o Serviço de Acompanhamento da Rotina Escolar.

## Características de destaque
O CAp se destaca por duas de suas características: o histórico de altas notas em avaliações nas quais seus alunos costumam participar, como o ENEM e o IDEB, e o modo diferente em que avalia os seus alunos, usando de pareceres e metas, não usando unicamente de provas para a avaliação e aprovação deles.

## Professores notáveis
- Wellington de Melo, escritor.[19]

## Alunos notáveis
- Guel Arraes, cineasta, diretor de televisão e roteirista.[25]